# Ville d'Orange

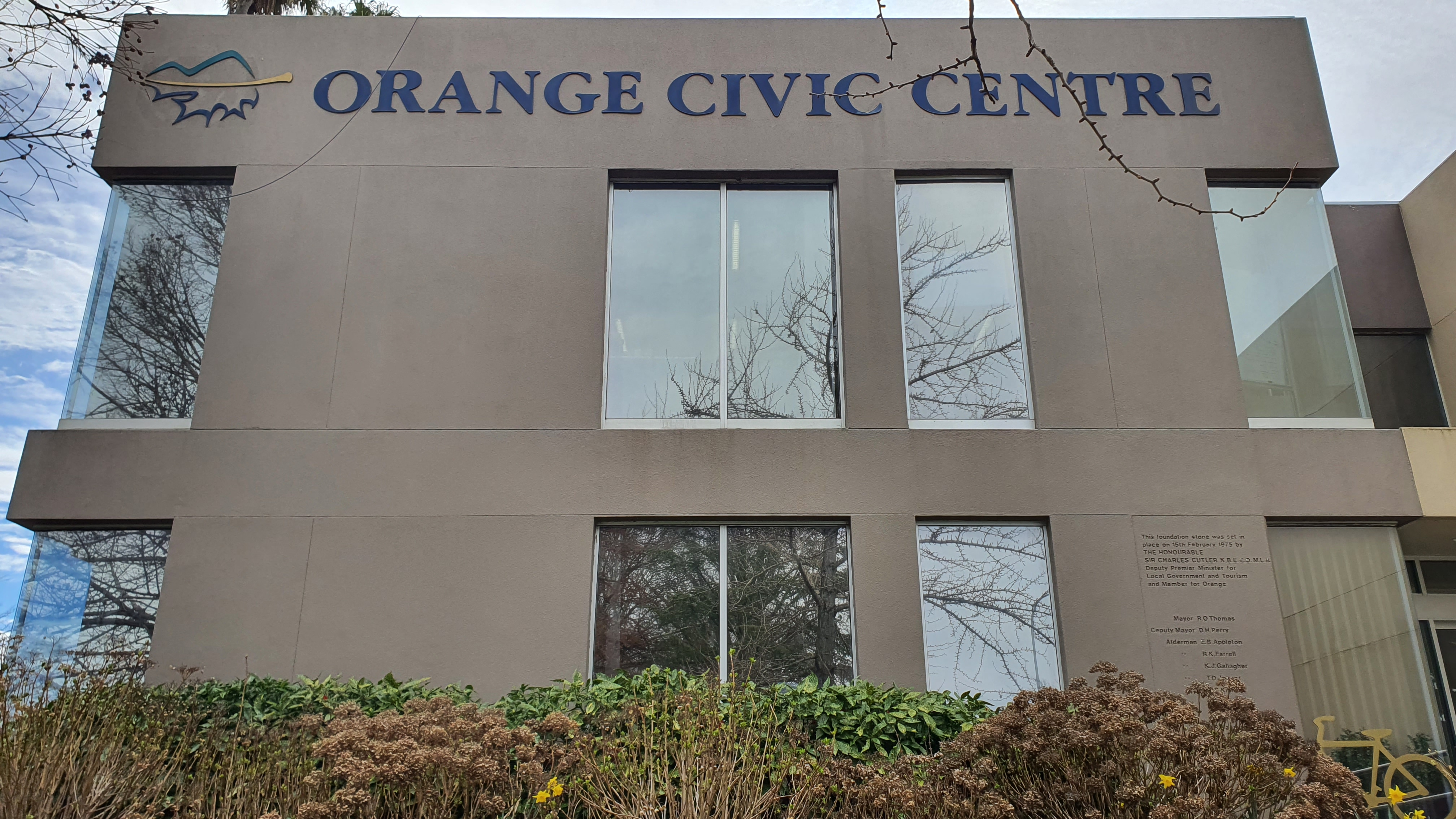
Bâtiment abritant le siège de l'administration de la ville d'Orange.

La ville d'Orange (en anglais : City of Orange) est une zone d'administration locale située dans l'État de Nouvelle-Galles du Sud en Australie, dont le siège est Orange.

## Géographie
La zone s'étend sur 285 km2 dans la région du Centre-Ouest en Nouvelle-Galles du Sud et est traversée par la Mitchell Highway et la Main Western Railway. Elle comprend la ville d'Orange, ainsi que 
les localités d'Huntley, Lucknow, March, Shadforth, Spring Creek, Spring Hill et Springside.

## Histoire
Le village est fondé en 1846 et baptisé en l'honneur de Guillaume, prince d'Orange par Thomas Mitchell, explorateur et arpenteur général de Nouvelle-Galles du Sud. Il est érigé en municipalité le 9 janvier 1860. En 1888, une municipalité d'Orange-Est est établie mais est finalement fusionnée avec celle d'Orange en 1912. 
Le 19 juillet 1946, Orange est élevée au statut de ville (city) quand sa population atteint les 15 000 habitants. Enfin le 1er octobre 1977, son territoire est étendu en lui rattachant des parties des comtés adjacents de Blayney, Cabonne et Lyndhurst.

## Démographie
| 2001   | 2011   | 2016   | 2021   |
| ------ | ------ | ------ | ------ |
| 35 446 | 38 057 | 40 344 | 43 512 |

## Politique et administration
Le conseil comprend douze membres, dont le maire, élus pour un mandat de quatre ans. Les dernières élections ont eu lieu le 4 décembre 2021.
| Parti ou liste                                      | Sièges |
| --------------------------------------------------- | ------ |
| Indépendants                                        | 4      |
| Pour notre avenir                                   | 2      |
| Équipe Hamling                                      | 2      |
| Association des résidents et contribuables d'Orange | 1      |
| Rafraîchir Orange                                   | 1      |
| Parti des chasseurs, pêcheurs et fermiers           | 1      |
| Verts                                               | 1      |
| Total                                               | 12     |

### Liste des maires
| Période                                  | Période  | Identité      | Étiquette   | Qualité |
| ---------------------------------------- | -------- | ------------- | ----------- | ------- |
| Les données manquantes sont à compléter. |          |               |             |         |
| 2004                                     | 2008     | John Davis    | Indépendant |         |
| 2008                                     | 2009     | Reginald Kidd | Indépendant |         |
| 2009                                     | 2017     | John Davis    | Indépendant |         |
| 2017                                     | 2021     | Reginald Kidd | Indépendant |         |
| décembre 2021                            | en cours | Jason Hamling | Indépendant |         |

La ville est rattachée à la circonscription de Calare pour les élections fédérales et à celle d'Orange pour les élections à l'Assemblée législative de Nouvelle-Galles du Sud.

## Transports et infrastructures
Un aéroport (code AITA : CUG) est situé sur le territoire de la ville d'Orange, près de la localité d'Huntley.